# بارهنگ مژه‌دار
بارهنگ مژه‌دار (نام علمی: Plantago ciliata) یکی از گونه‌های سرده بارهنگ است.